# Valentina Vezzali
Maria Valentina Vezzali (* 14. Februar 1974 in Jesi) ist eine italienische Florettfechterin. Sie konnte bei allen Olympischen Sommerspielen von 1996 bis 2012 Gold erfechten. Von 2000 bis 2008 gewann sie im Einzel. Außerdem wurde sie dreimal mit der Mannschaft Olympiasiegerin. Sie wurde zudem sechsmal Einzel-Weltmeisterin und zehnmal Mannschafts-Weltmeisterin und ist damit die bisher erfolgreichste Fechterin.

## Erfolge

### Olympische Spiele
- Olympische Spiele 1996 in Atlanta: Silber im Florett-Einzel und Gold mit der Mannschaft.
- Olympische Spiele 2000 in Sydney: zwei Goldmedaillen in der Einzel- und in der Teamwertung ebenfalls im Florett
- Olympische Spiele 2004 in Athen: Gold im Florett-Einzel, besiegte dabei im Finale ihre Landsfrau Giovanna Trillini.
- Olympische Spiele 2008 in Peking: Gold im Florett-Einzel, besiegte dabei im Finale die aus Südkorea stammende Nam Hyun-hee.
- Olympische Spiele 2012 in London: Bronze im Florett-Einzel, besiegte dabei im kleinen Finale die aus Südkorea stammende Nam Hyun-hee. Außerdem Gold mit der Mannschaft.

### Meisterschaften
Valentina Vezzali wurde zum ersten Mal im Jahr 1999 Weltmeisterin. Ihre weiteren Einzel-Weltmeistertitel gewann sie in den Jahren 2001, 2003, 2005, 2007 und 2011. 1995, 1997, 1998, 2001, 2004, 2009, 2010, 2013, 2014, 2015 wurde sie Mannschaftsweltmeisterin.

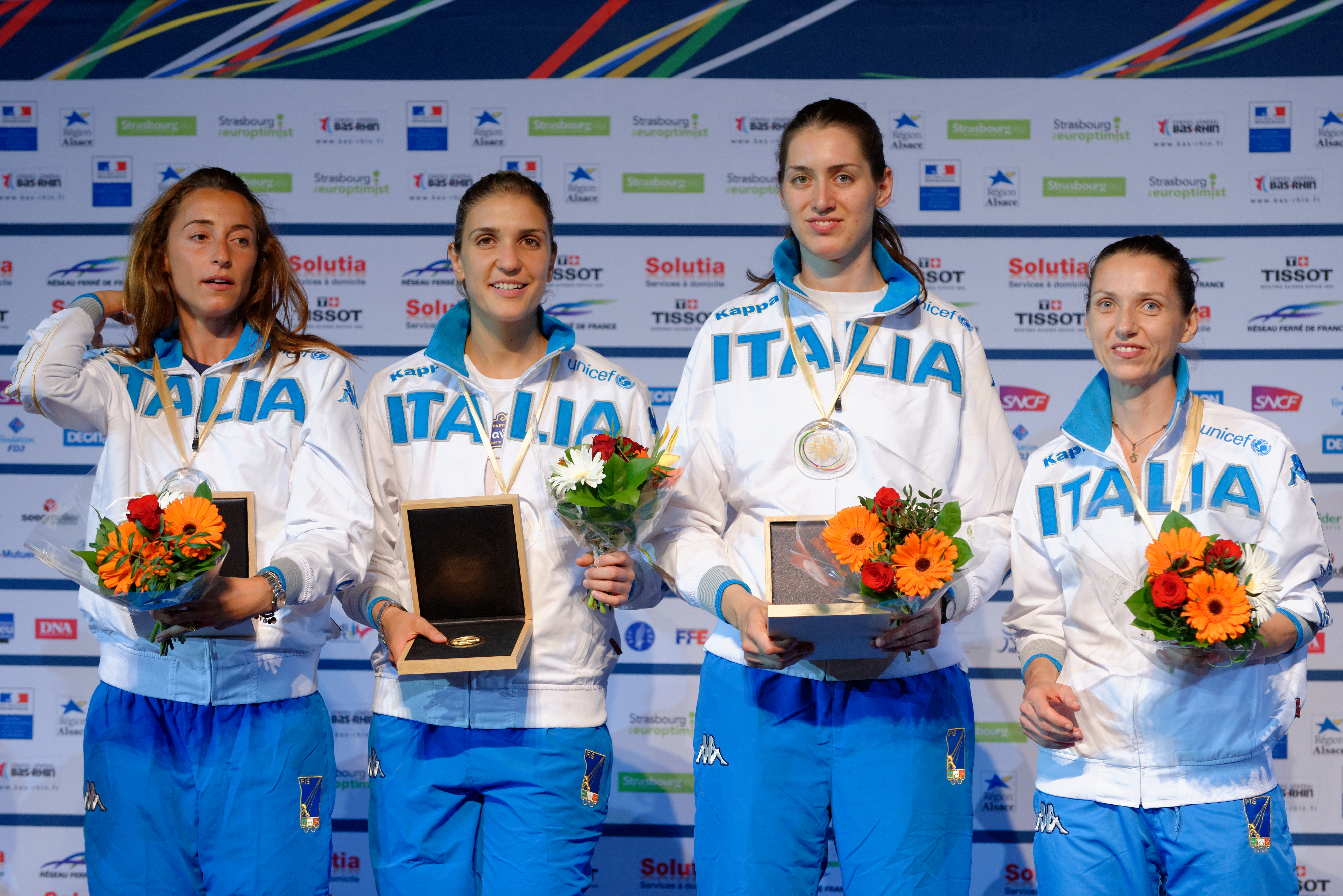
Mannschaftsgold bei der EM 2014: Elisa Di Francisca, Arianna Errigo, Martina Batini und Valentina Vezzali

Außerdem wurde sie fünfmal Europameisterin 1998, 1999, 2001, 2009 und 2010. Mit der italienischen Mannschaft gewann sie zudem 1999, 2001, 2009, 2010, 2011, 2012, 2014 und 2015 Gold.
Mit 13 nationalen Meistertiteln ist Vezzali italienische Rekordhalterin.

## Politische Laufbahn
Von den Parlamentswahlen in Italien 2013 am 24./25. Februar 2013 bis 2018 war Valentina Vezzali für die Liste von Mario Monti (Scelta Civica con Monti per l’Italia) Mitglied im Parlament.
Vom 16. März 2021 bis zum 22. Oktober 2022 war sie Staatssekretärin für Sport beim italienischen Ministerpräsidenten.

## Auszeichnungen
- Italiens Sportlerin des Jahres (La Gazzetta dello Sport): 2000, 2001, 2003, 2004, 2005, 2007 sowie Weltsportlerin des Jahres 2004 und Weltmannschaft des Jahres 2012 (gemeinsam mit Elisa Di Francisca, Arianna Errigo und Ilaria Salvatori)
- 2008 wurde sie mit dem «Premio Gianni Brera – Sportivo dell’anno» (Gianni-Brera-Preis) ausgezeichnet.